# Torneo de Bastad 2011
El Torneo de Bastad es un evento de tenis que se disputa en Bastad, Suecia,  se juega entre el 11 y 18 de junio de 2011 en la gira ATP y del 4 al 10 de julio en la gira WTA.

## Campeones

### Individuales Masculino
Robin Soderling vence a  David Ferrer por 6-2 y 6-2.

### Individuales Femenino
Polona Hercog vence a  Johanna Larsson por 6-4 y 7-5.

### Dobles Masculino
Robert Lindstedt /  Horia Tecau vencen a  Simon Aspelin /  Andreas Siljestrom por 6-3 y 6-3.

### Dobles Femenino
Lourdes Domínguez /  María José Martínez vencen a  Nuria Llagostera /  Arantxa Parra por 6-3 y 6-3.